# Кобенсай
Кобенса́й (каз. Көбенсай) — село у складі Уаліхановського району Північноказахстанської області Казахстану. Входить до складу Тельжанського сільського округу, раніше було центром та єдиним населеним пунктом ліквідованої Степної сільської ради.
Населення — 373 особи (2021; 521 у 2009, 790 у 1999, 1339 у 1989).
Національний склад станом на 1989 рік:
- казахи — 40 %
- росіяни — 26 %.